# František Hergott
František Hergott (* 20. května 1947 Svätý Jur) je slovenský hudebník, textař, hudební redaktor, dramaturg, známý především jako skladatel skupiny Senzus, kterou vedl jeho bratr Dušan Hergott. Je autorem téměř 200 písní (Otec, Mama, Nesneží, Päťdesiatka, Narodeniny máš).
Působil také jako moderátor Slovenského rozhlasu (jako strýc Fero moderoval dlouhá léta Dychparádu).
Během své dlouholeté muzikantské dráhy absolvoval mnohé zahraniční angažmá, hrál také v Televizním orchestru ČSTV i v Big Bande Radia Bratislava, kde působil i jako aranžér, hudební režisér i dirigent. Spolupracoval s celou řadou známých osobností – Edita Gruberová, Gabriela Hermélyová, Jana Kocianová, Gabriela Šusteková, Július Ebers, Marcela Laiferová, Marie Rottrová, Maja Velšicová, Peter Breiner, Ali Brezovský, Karel Černoch, Ladislav Chudík, František Dibarbora, Karol Duchoň, Martin Ďurdina, Jiří Hrzán, Gabriel Jonáš, Viktor Kubal, Július Pántik, Dežo Ursíny, Zdeno Sychra. Napsal i nahrál písničky např. pro Magdu Pavelekovou, Michala Dočolomanského, Ivana Krajíčka, Petra Lípu, strýce Marcina (Milan Mlsna), Josefa Benedika, Petra Vašeka a v neposlední řadě pro bratra Dušana a skupinu Senzus.
V současnosti[kdy?] působí v kapele Hergottovci, kde hraje se svým synem a formaci Ragtime jazz band.
Předkem Františka Hergotta byl vlastenec, sběratel, účastník dobrovolnických výprav, podporovatel štúrovců, Ján Branislav Hergott.

## Diskografie

### Autorství a aranžování
- S‎enzus – Senzi Senzus 2 (To Najlepšie Z Albumov 1–10) , SQ Music, 1997
- Senzus – Senzus 17 (Slivkové Gule), SQ Music, 1997
- Senzus – Senzus 21 (Tretí Volebný Guláš), SQ Music, 1998
- Senzus – Senzus 20 (Jubilejný), SQ Music, 1998
- Senzi Senzus 99* – Non Stop Takmer Za 74 Minút!, SQ Music, 1999
- Senzus – Senzus 26 (Narodeniny Máš), SQ Music, 2000
- Peter Vašek – Správne Vlaky, MSP Records, 2000
- Milan Mlsna (strýco Marcin) – Pezinek
- Dušan Hergott – Horoskopy
- Živióóó (Pesničky Pre Jubilantov), 2009[6]
- Hergottovci feat. Duo Lapaji: Erika, 2018
- Hergottovci: Hudba hraj, 2018
- Hergottovci: Prečo si neprišiel, 2019